# L'Aube du monde
L'Aube du monde (Dawn of the World) è un film del 2008 diretto da Abbas Fahdel.

## Trama
Reduce della guerra del Golfo, Riad è un soldato iracheno che si rifugia nella regione delle paludi del Tigri e l'Eufrate. È qui che sogna di iniziare una nuova vita accanto a Zahra, giovane vedova di un compagno ucciso in guerra. Ma questo ambiente del tutto estraneo, ostile e complicato, con un nuovo conflitto alle porte, renderà la sua vita molto difficile.

## Riconoscimenti
- Vesoul Asian Film Festival 2009 (Audience Award, Netpac Award)
- Gulf Film Festival 2009 (Grand Prix)
- Rabat International Film Festival 2009 (Jury Award)
- Beirut International Film Festival 2009 (Best screenplay Award)
- Fameck Arab Film Festival 2009 (Grand Prix)
- Pusan International Film Festival 2008 (Official Selection)
- Rio Film Festival 2009 (Official Selection)
- Cairo International Film Festival 2009 (Official Selection)
- Dubai International Film Festival 2008 (Official Selection)
- Opendock International Film Festival  2009 (Official Selection)
- MedFilm Festival 2009 (Official Selection)